# Варваро-Олександрівка
Варва́ро-Олекса́ндрівка — село в Україні, у Добровеличківській селищній громаді Новоукраїнського району Кіровоградської області. Населення становить 320 осіб. Орган місцевого самоврядування — Добровеличківська селищна рада.

## Населення
Згідно з переписом УРСР 1989 року чисельність наявного населення села становила 340 осіб, з яких 157 чоловіків та 183 жінки.
За переписом населення України 2001 року в селі мешкало 320 осіб.

### Мова
Розподіл населення за рідною мовою за даними перепису 2001 року:
| Мова       | Відсоток |
| ---------- | -------- |
| українська | 93,75 %  |
| російська  | 3,75 %   |
| молдовська | 1,88 %   |
| білоруська | 0,63 %   |

## Особистості
- Н. С. Бабак — письменниця, автор книг «Хмари», «На життєвих перехрестях», ряду оповідей.